# Café Victorias Kulturfond
Café Victorias Kulturfond i Aalborg, oprettet maj 1983, var en fond, der ydede økonomisk støtte til de alternative bevægelser og den politiske venstrefløj i Aalborg. 
Fondsmidlerne stammede mest fra overskuddet af omsætningen i den selvejende institution Café Victoria, der åbnede 28. maj 1983. Omkring 30 organisationer modtog ved den første uddeling af fondsmidler i efteråret samme år 260.000 kr., heri bl.a. 100.000 kr. til 1000fryd. Fonden arrangerede et par overskudsgivende koncerter, med bl.a. Lars Lilholt og Björn Afzelius.
I takt med, at caféens overskud faldt i og med at ulønnede aktivister blev erstattet af lønnet arbejdskraft, tørrede fondens midler ud, og den blev nedlagt i 1985. I alt uddelte den ca. 400.000 kr.
Fondens initiativtager og første formand var Peter W. Svendsen, som i 1984 trak sig ud sammen med halvdelen af bestyrelsen på grund af uenigheder om aktivistgrundlaget.
I endnu et par år fortsatte Café Victoria som kollektivt ejet, men er siden overgået til private ejere.